# Борозни Вергілія

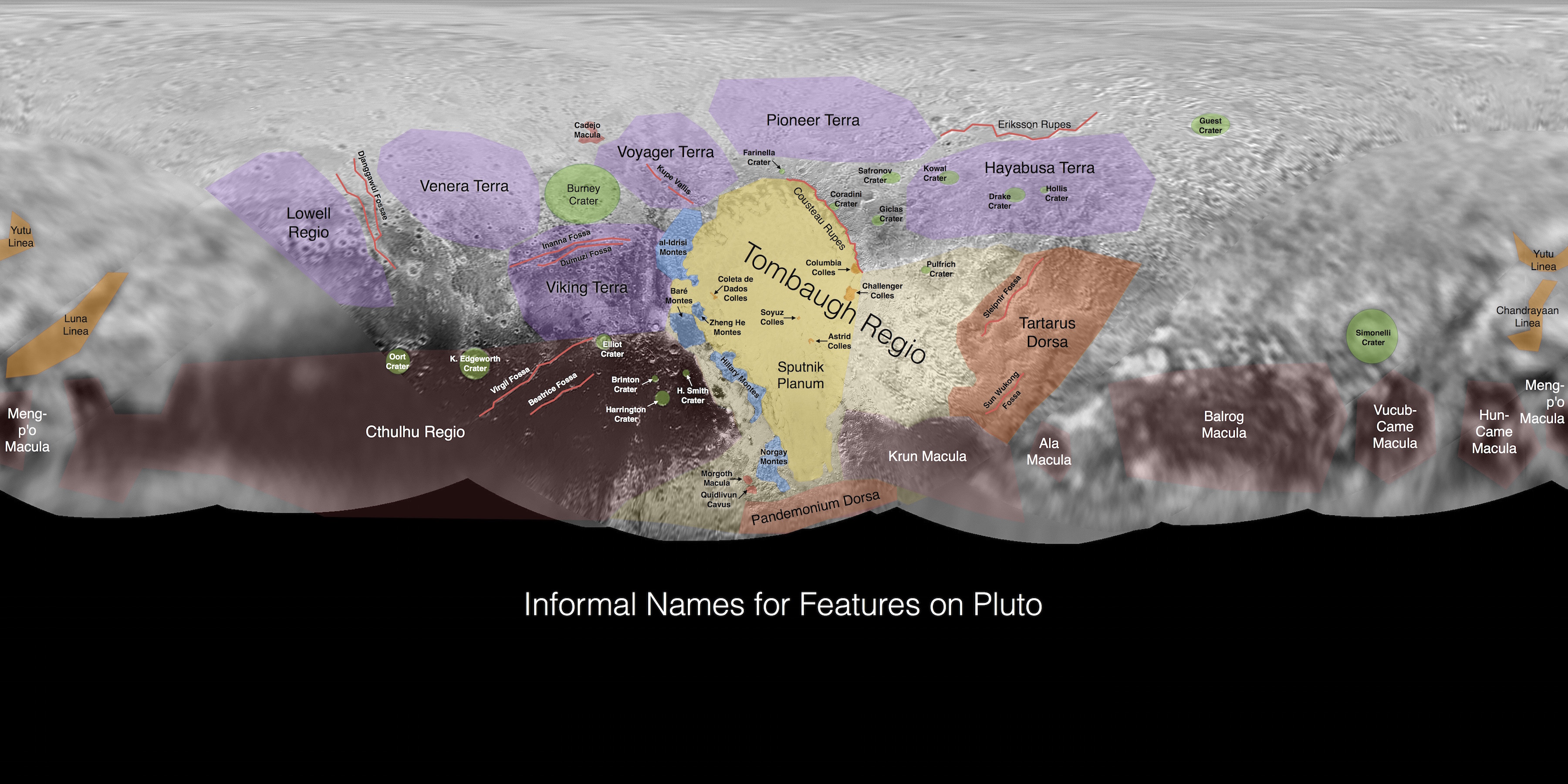
Мапа Плутона.

Борозни Вергілія (англ. Virgil Fossae) — система борозен на Плутоні, що розташовані на терені плями Ктулху, простягаючись із південного заходу на північний схід до кратера Еліота й землі Вікінга рівнобіжно борозні Беатріче. Завдовжки близько 710 км. Їх названо 8 серпня 2017 року МАСом на честь Вергілія – найвидатнішого поета стародавнього Риму та одного з найвизначніших поетів античної літератури, автора «Енеїди».